# Германий
| 32         | Германий |
| Ge72,630   |          |
| 3d104s24p2 |          |

Герма́ний (химический символ — Ge, от лат. Germаnium) — химический элемент 14-й группы (по устаревшей классификации — главной подгруппы четвёртой группы, IVA), четвёртого периода периодической системы химических элементов Д. И. Менделеева, с атомным номером 32.
Простое вещество германий — это типичный полуметалл серо-белого цвета, с металлическим блеском. Подобно кремнию, является полупроводником.

## История открытия и этимология

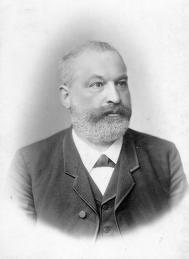
Клеменс Александр Винклер — первооткрыватель германия

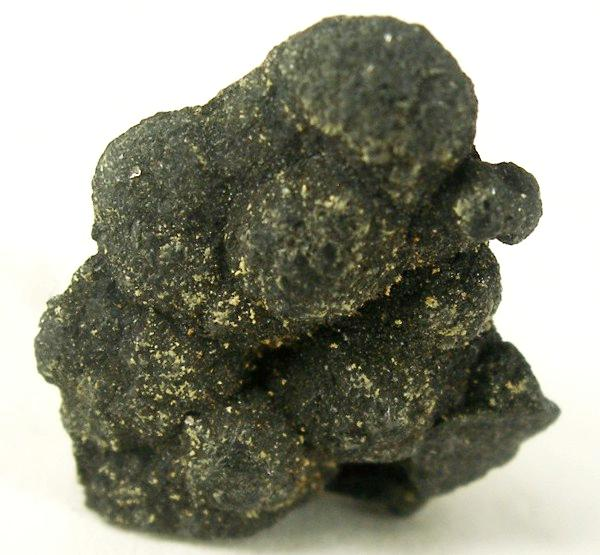
Аргиродит

В своём докладе о периодическом законе химических элементов в 1869 году русский химик Дмитрий Иванович Менделеев предсказал существование нескольких неизвестных на то время химических элементов, в частности и германия. В статье, датированной 11 декабря (29 ноября по старому стилю) 1870 года, Д. И. Менделеев назвал неоткрытый элемент экасилицием (из-за его местонахождения в Периодической таблице) и предсказал его атомную массу и другие свойства.
В 1885 году в Фрайберге (Саксония) в одной из шахт был обнаружен новый минерал аргиродит. При химическом анализе нового минерала немецкий химик Клеменс Винклер обнаружил новый химический элемент.
Учёному удалось в 1886 году выделить этот элемент, также химиком была отмечена схожесть германия с сурьмой. Об открытии нового элемента Винклер сообщил в двухстраничной статье, датируемой 6 февраля 1886 года и предложил в ней имя для нового элемента Germanium и символ Ge. В последующих двух больших статьях 1886—1887 годов Винклер подробно описал свойства германия.
Первоначально Винклер хотел назвать новый элемент «нептунием», но это название было дано одному из предполагаемых элементов, поэтому элемент получил название в честь родины учёного — Германии.
Путём анализа тетрахлорида германия GeCl4 Винклер определил атомный вес германия, а также открыл несколько новых соединений этого металла.
До конца 1930-х годов германий не использовался в промышленности. Во время Второй мировой войны германий использовался в некоторых электронных устройствах, главным образом в диодах.

## Нахождение в природе
Общее содержание германия в земной коре 1,5⋅10−4 % по массе, то есть больше, чем, например, сурьмы, серебра, висмута. Германий вследствие незначительного содержания в земной коре и геохимического сродства с некоторыми широко распространёнными элементами обнаруживает ограниченную способность к образованию собственных минералов, внедряясь в кристаллические решётки других минералов. Поэтому собственные минералы германия встречаются исключительно редко. Почти все они представляют собой сульфосоли: германит Cu2(Cu,Fe,Ge,Zn)2 (S,As)4 (6—10 % Ge), аргиродит Ag8GeS6 (3,6—7 % Ge), конфильдит Ag8(Sn,Ge) S6 (до 2 % Ge) и др. редкие минералы (ультрабазит, ранерит, франкеит). Основная масса германия рассеяна в земной коре в большом числе горных пород и минералов. Так, например, в некоторых сфалеритах содержание германия достигает килограммов на тонну, в энаргитах до 5 кг/т, в пираргирите до 10 кг/т, в сульваните и франкеите 1 кг/т, в других сульфидах и силикатах — сотни и десятки г/т. Германий концентрируется в месторождениях многих металлов — в сульфидных рудах цветных металлов, в железных рудах, в некоторых окисных минералах (хромите, магнетите, рутиле и др.), в гранитах, диабазах и базальтах. Кроме того, германий присутствует почти во всех силикатах, в некоторых месторождениях каменного угля и нефти. Концентрация германия в морской воде 6⋅10−5 мг/л.

## Физические свойства

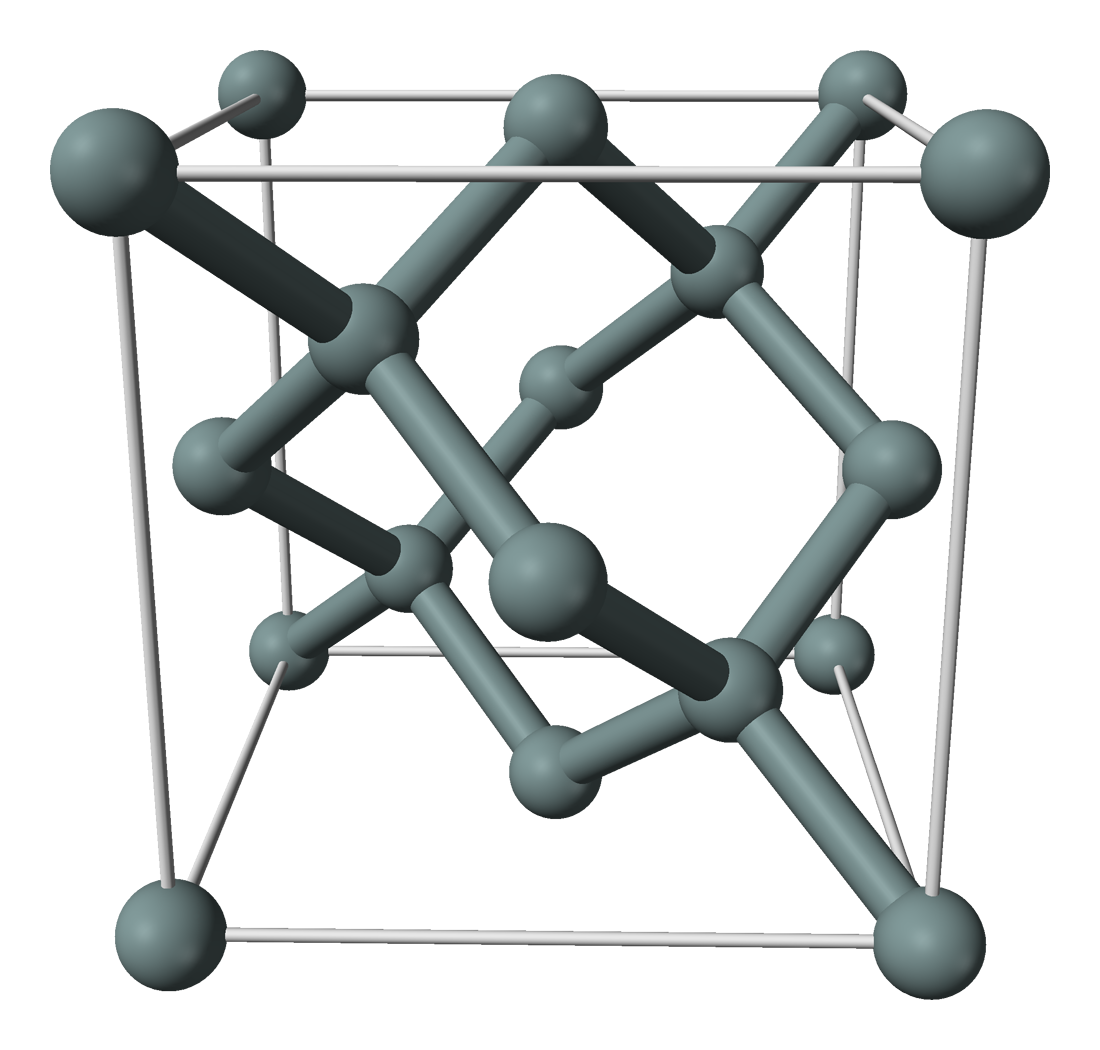
Элементарная кристаллическая ячейка германия типа алмаза.

Аномальный пик на кривой теплоёмкости германия: 1 — экспериментальная кривая; 2 — дебаевская (колебательная) составляющая; 3 — аномальный остаток (разность кривой 1 и 2); 4, 5, 6 — больцмановские составляющие аномального остатка 3

Германий — хрупкий, серебристо-белый полуметалл. Кристаллическая решётка устойчивой при нормальных условиях аллотропной модификации — кубическая типа алмаза.
Температура плавления 938,25 °C, температура кипения 2850 °C, плотность германия 5,33 г/см3.
Теплоёмкость германия имеет аномальный вид, а именно, содержит пик над уровнем нормальной (колебательной) составляющей, который, как пишет Ф. Зейтц: «не может быть объяснён никакой теорией, предполагающей гуковский закон сил, ибо никакая суперпозиция эйнштейновских функций не даёт кривой с максимумом» и объясняется, как и аномальность поведения теплоёмкостей гафния, алмаза и графита, больцмановским фактором, контролирующим диффузионную (диссоциационную) компоненту.
Германий является одним из немногих аномальных веществ, которые увеличивают плотность при плавлении. Плотность твёрдого германия 5,327 г/см³ (25 °С), жидкого — 5,557 г/см³ (при 1000 °С). Другие вещества, обладающие этим свойством — вода, кремний, галлий, сурьма, висмут, церий, плутоний.
Германий по электрофизическим свойствам является непрямозонным полупроводником.
Основные полупроводниковые свойства нелегированного монокристаллического германия
- Статическая диэлектрическая проницаемость ε = 16,0.
- Ширина запрещённой зоны (при 300 К) Eg = 0,67 эВ
- Собственная концентрация ni = 2,33⋅1013 см−3[15].
- Эффективная масса[16]:
  - электронов, продольная: m|| = 1,58 m0, m|| = 1,64 m0[17]
  - электронов, поперечная: m┴=0,0815m0, m┴=0,082m0[17];
  - дырок, тяжёлых: mhh = 0,379 m0;
  - дырок, лёгких: mhl = 0,042 m0.
- Энергия сродства к электрону: χ = 4,0 эВ[17].
- показатель преломления

Легированный галлием германий в виде тонкой плёнки переходит при низких температурах в сверхпроводящее состояние.

### Изотопы
Природный германий состоит из смеси пяти изотопов: 70Ge (20,55 % атомов), 72Ge (27,37 %), 73Ge (7,67 %), 74Ge (36,74 %), 76Ge (7,67 %).
Первые четыре изотопа стабильны, пятый (76Ge) весьма слабо радиоактивен и испытывает двойной бета-распад с периодом полураспада 1,58⋅1021 лет.
Искусственно получено 27 радиоизотопов с атомными массами от 58 до 89. Наиболее стабильным из радиоизотопов является 68Ge, с периодом полураспада 270,95 суток. А наименее стабильным — 60Ge, с периодом полураспада 30 мс.

## Химические свойства
В химических соединениях германий обычно проявляет степени окисления +4 или +2. Сочетает свойства металла и неметалла. При этом соединения со степенью окисления +2 неустойчивы и стремятся перейти в степень окисления +4.
При нормальных условиях германий устойчив к действию воздуха и воды, разбавленных щелочей и кислот. Медленно растворяется в горячих концентрированных растворах серной и азотной кислот:
{\displaystyle {\ce {Ge + 2 H2SO4 ->[t] GeO2 *}}x{\ce {H2O + 2 SO2 + {}}}(2-x){\ce {H2O}}}
{\displaystyle {\ce {Ge + 4 HNO3 ->[t] GeO2 *}}x{\ce {H2O + 4 NO2 + {}}}(2-x){\ce {H2O}}}
Растворяется в щелочах лишь в присутствии окислителей (например, {\displaystyle {\ce {H2O2}}} или {\displaystyle {\ce {NaOCl}}}):
{\displaystyle {\ce {Ge + 2 KOH + 2 H2O2 -> K2GeO3 + 3 H2O}}}
Растворим в расплавах щелочей с образованием германатов. Германий окисляется на воздухе до {\displaystyle {\ce {GeO2}}} при температуре красного каления, взаимодействие с {\displaystyle {\ce {H2S}}} или парами серы приводит к образованию {\displaystyle {\ce {GeS2}}}. Реакции с {\displaystyle {\ce {Cl2}}} и {\displaystyle {\ce {Br2}}} дают соответственно {\displaystyle {\ce {GeCl4}}} и {\displaystyle {\ce {GeBr4}}}, а реакция с {\displaystyle {\ce {HCl}}} — смесь {\displaystyle {\ce {GeCl4}}} и {\displaystyle {\ce {GeHCl3}}}.
Растворим в царской водке и в смеси концентрированных плавиковой и азотной кислот:
{\displaystyle {\ce {3 Ge + 4 HNO3 + 18 HCl -> 3 H2[GeCl6] + 4 NO ^ + 8 H2O}}}
{\displaystyle {\ce {3 Ge + 4 HNO3 + 18 HF -> 3 H2[GeF6] + 4 NO ^ + 8 H2O}}}

### Соединения германия

#### Неорганические
- Кластерные германиды (например, {\displaystyle {\ce {Na2[(En)3]Ge9}}})
- Германиды (состава {\displaystyle {\ce {MGe}}}, {\displaystyle {\ce {MGe4}}}, где {\displaystyle {\ce {M}}} — щелочной металл)
  - Германид натрия {\displaystyle {\ce {NaGe}}}
- Гидриды
  - Полигермилены {\displaystyle {\ce {(GeH2)}}_{x}}
  - Полигермины {\displaystyle {\ce {(GeH)}}_{x}}
  - Герман {\displaystyle {\ce {GeH4}}}
  - Дигерман {\displaystyle {\ce {Ge2H6}}}
  - Тригерман {\displaystyle {\ce {Ge3H8}}}
  - Тетрагерман {\displaystyle {\ce {Ge4H10}}}
  - Пентагерман {\displaystyle {\ce {Ge5H12}}}
  - Нонагерман {\displaystyle {\ce {Ge9H20}}}
- Гидрогалогениды германия {\displaystyle {\ce {GeH}}_{x}{\ce {X}}_{4-x}} ({\displaystyle {\ce {X\ {=}\ Cl,Br,I;}}} {\displaystyle x=1,2,3})
- Галогениды германия
  - Фторид германия(II) {\displaystyle {\ce {GeF2}}}
  - Хлорид германия(II) {\displaystyle {\ce {GeCl2}}}
  - Бромид германия(II) {\displaystyle {\ce {GeBr2}}}
  - Иодид германия(II) {\displaystyle {\ce {GeI2}}}
  - Фторид германия(IV) {\displaystyle {\ce {GeF4}}}
  - Хлорид германия (IV) {\displaystyle {\ce {GeCl4}}}
  - Бромид германия(IV) {\displaystyle {\ce {GeBr4}}}
  - Тетрабромид гексасульфид германия {\displaystyle {\ce {Ge4S6Br4}}}
  - Иодид германия(IV) {\displaystyle {\ce {GeI4}}}
  - Дихлориддибромид германия {\displaystyle {\ce {GeBr2Cl2}}}
- Халькогениды
  - Сульфид германия(II) {\displaystyle {\ce {GeS}}}
  - Сульфид германия(IV) {\displaystyle {\ce {GeS2}}}
  - Селенид германия(II) {\displaystyle {\ce {GeSe}}}
  - Селенид германия(IV) {\displaystyle {\ce {GeSe2}}}
  - Теллурид германия(II) {\displaystyle {\ce {GeTe}}}
- Нитрид германия(IV) {\displaystyle {\ce {Ge3N4}}}
- Оксиды
  - Оксид германия(II) {\displaystyle {\ce {GeO}}}
  - Оксид германия(IV) {\displaystyle {\ce {GeO2}}}
- Гидроксиды
  - Гидроксид германия(II) {\displaystyle {\ce {Ge(OH)2}}}
  - Гидроксид германия(IV) {\displaystyle {\ce {GeO2 *}}x{\ce {H2O}}}
- Соли
  - Катионные
    - Сульфат германия(IV) {\displaystyle {\ce {Ge(SO4)2}}}
    - Перхлорат германия(IV) {\displaystyle {\ce {Ge(ClO4)4}}}
    - Ацетат германия(IV) {\displaystyle {\ce {Ge(CH3COO)4}}}

  - Анионные
    - Германаты (например, германат натрия {\displaystyle {\ce {Na2GeO3}}})
    - Гидроксогерманаты (например, гексагидроксогерманат натрия {\displaystyle {\ce {Na2[Ge(OH)6]}}})
    - Галогенгерманаты
      - Гексафторогерманаты {\displaystyle {\ce {[GeF6]^{2-}}}} (например, гексафторогерманат натрия {\displaystyle {\ce {Na_2[GeF_6]}}})
      - Гексахлорогерманаты {\displaystyle {\ce {[GeCl6]^{2-}}}} (например, гексахлорогерманат цезия {\displaystyle {\ce {Cs2[GeCl6]}}})

    - Тиогерманаты (например, тиогерманат натрия {\displaystyle {\ce {Na4GeS4}}})
- Различные сложные комплексные соединения

#### Органические
Германийорганические соединения — металлоорганические соединения содержащие связь германий — углерод. Иногда ими называются любые органические соединения, содержащие германий.
Первое германоорганическое соединение — тетраэтилгерман — было синтезировано немецким химиком Клеменсом Винклером в 1887 году.
- Тетраметилгерман {\displaystyle {\ce {Ge(CH3)4}}}
- Тетраэтилгерман {\displaystyle {\ce {Ge(C2H5)4}}}
- Изобутилгерман {\displaystyle {\ce {(CH3)2CHCH2GeH3}}}

## Получение
Германий встречается в виде примеси к полиметаллическим, никелевым, вольфрамовым рудам, а также в силикатах. В результате сложных и трудоёмких операций по обогащению руды и её концентрированию германий выделяют в виде оксида GeO2, который восстанавливают водородом при 600 °C до простого вещества:
{\displaystyle {\ce {GeO2 + 2 H2 -> Ge + 2 H2O}}}
Получение чистого германия происходит методом зонной плавки, что делает его одним из самых химически чистых материалов.

### Промышленное производство
Мировое потребление германия на 2023 год составит около 60 т, на сумму около 230 млн долл.
По оценкам, КНР обеспечивает от 60 до 85 % мирового производства германия.

#### В СССР

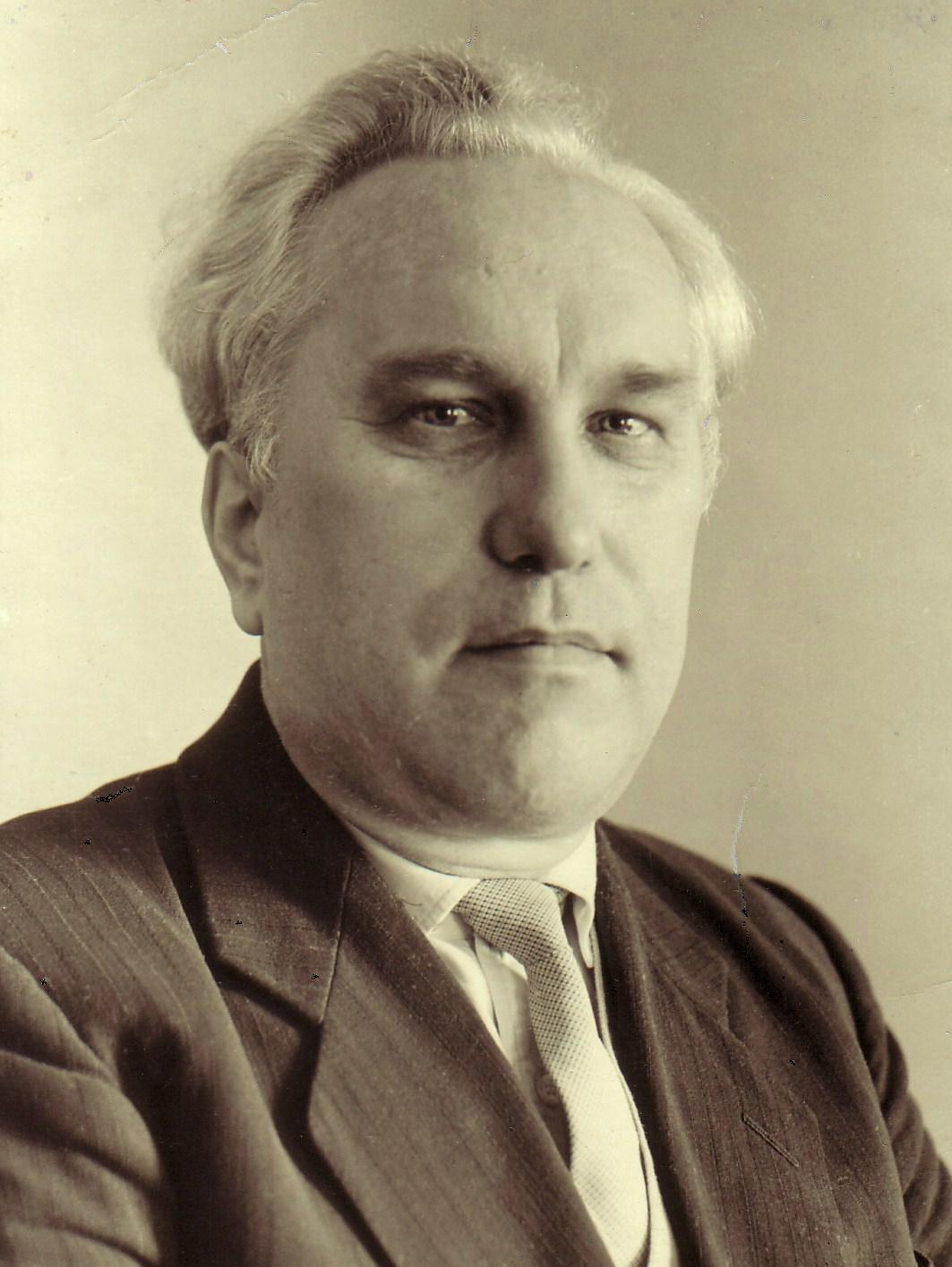
А. А. Бурба — создатель металлургии германия в СССР

Производство германия в промышленных масштабах в СССР началось в 1959 году, когда на Медногорском медно-серном комбинате (ММСК) был введён в действие цех переработки пыли. Специалисты комбината под руководством А. А. Бурбы в сотрудничестве с проектным институтом «Унипромедь» разработали и внедрили в производство уникальную химико-металлургическую технологию получения германиевого концентрата путём комплексной переработки пылей шахтных металлургических печей медеплавильного производства и золы от сжигания энергетических углей, служивших топливом для электростанции; после этого СССР смог полностью отказаться от импорта германия.
Впервые в мировой практике было выполнено извлечение германия из медноколчеданных руд. Пуск промышленного цеха переработки пыли на ММСК относят к крупнейшим внедрениям в цветной металлургии XX века.
В 1962 году по инициативе и при участии А. Бурбы аналогичное производство было создано также на Ангренском химико-металлургическом заводе (АХМЗ) в городе Ангрен в Узбекистане (ныне предприятие «Ангренэнергоцветмет»). Практически весь объём производства концентрата германия в СССР приходился на ММСК и АХМЗ. Создание крупномасштабного производства германия внесло значительный вклад в обеспечение экономической и оборонной безопасности страны.
Уже в 1960-е годы Советский Союз смог отказаться от импорта германия, а в 1970-е годы начать его экспорт и стать мировым лидером по его производству.
Для переработки выпускавшегося на ММСК и АХМЗ германиевого концентрата в конечные продукты (чистый германий и его соединения) в 1961—1962 годах на Красноярском аффинажном заводе (с 1967 года — Красноярский завод цветных металлов, затем — ОАО «Красцветмет») был создан цех по производству германия (с 1991 года — ОАО «Германий»).
В 1962—1963 гг. цех производил 600 кг монокристаллического германия в год.
В 1968—1969 гг., когда внутренние потребности в германии были обеспечены, СССР впервые начал экспортировать диоксид германия, а в 1970 году начался также экспорт поликристаллического зонноочищенного германия.
СССР удерживал мировое лидерство по производству германия, увеличив выпуск металла настолько, что до 40 % производства уходило на экспорт.
В России
После распада СССР, вплоть до 2010 года, ММСК оставался единственным производителем германиевого концентрата в России. С 2010 года производство германия в концентрате на ММСК приостановлено, а оборудование законсервировано. Одновременно с этим начато производство германия в концентрате на ООО «Германий и приложения» в Новомосковске Тульской области.
В 2000-х годах для получения германия в России используются германиеносные угли следующих месторождений: Павловское (Михайловский район Приморского края), Новиковское (Корсаковский городской округ Сахалинской области), Тарбагатайское (Петровск-Забайкальский район Забайкальского края). Германиеносные угли этих месторождений в среднем содержат 200 граммов германия на тонну.

## Применение
В 2007 году основными потребителями германия были: 35 % волоконная оптика; 30 % тепловизорная оптика; 15 % химические катализаторы; 15 % электроника; небольшие количества германия потребляет металлургия.

### Оптика

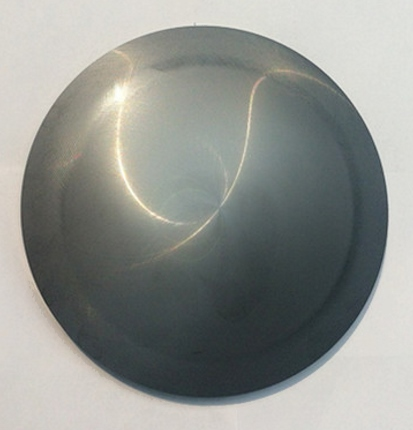
Пример инфракрасной линзы из германия

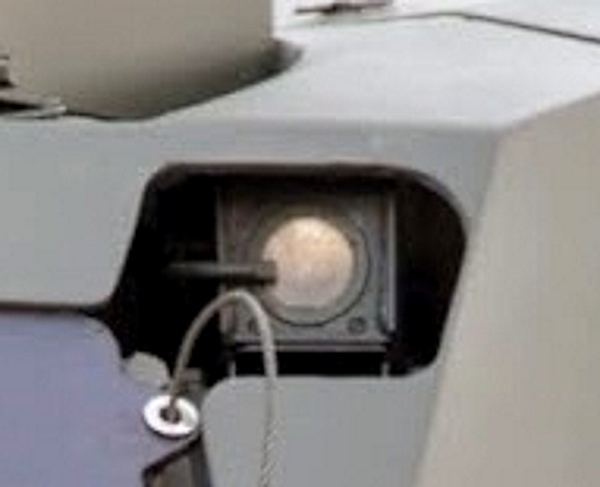
Пример линзы из кристаллического германия в военных инфракрасных камерах на танке Армата Т-14

- Благодаря прозрачности в инфракрасной области спектра металлический германий сверхвысокой чистоты имеет стратегическое значение в производстве оптических элементов инфракрасной оптики: линз, призм, оптических окон датчиков[40][41]. Наиболее важная область применения — оптика тепловизионных камер, работающих в диапазоне длин волн от 8 до 14 мкм. Это диапазон для наиболее популярных инфракрасных матриц на микроболометрах, используемых в системах пассивного тепловидения, военных системах инфракрасного наведения, приборах ночного видения, противопожарных системах. Германий также используется в ИК-спектроскопии в оптических приборах, использующих высокочувствительные ИК-датчики[41]. Германий проигрывает по пропускающей способности света в диапазоне от 8 до 14 мкм сульфиду цинка[42]. Однако германий, в отличие от сульфида цинка, продолжает пропускать порядка 25 % инфракрасного излучения до длины волны 23 мкм, поэтому является одним из основных материалов для длинноволновой инфракрасной оптики, обычно используемой в военных прицелах[43].
- Оптические детали из Ge обладают очень высоким показателем преломления (4,0) и обязательно требует использования просветляющих покрытий. В частности, используется покрытие из очень твёрдого алмазоподобного углерода, с показателем преломления 2,0[44][45].
- Наиболее заметные физические характеристики оксида германия (GeO2) — его высокий показатель преломления и низкая оптическая дисперсия. Эти свойства находят применение в изготовлении широкоугольных объективов камер, микроскопии, и производстве оптического волокна.
- Тетрахлорид германия используется в производстве оптоволокна, так как образующийся в процессе разложения этого соединения диоксид германия удобен для данного применения благодаря своему высокому показателю преломления и низкому оптическому рассеиванию и поглощению.
- Сплав GeSbTe используется при производстве перезаписываемых DVD. Сущность перезаписи заключается в изменении оптических свойств этого соединения при фазовом переходе под действием лазерного излучения[46].

### Радиоэлектроника
- До 1970-х годов германий был основным полупроводниковым материалом электронной промышленности и широко использовался в производстве транзисторов и диодов. Впоследствии германий был полностью вытеснен кремнием. Германиевые транзисторы и диоды обладают характеристиками, отличными от кремниевых, ввиду меньшего напряжения отпирания p-n-перехода в германии — 0,35…0,4 В против 0,6…0,7 В у кремниевых приборов[47][48]. Кроме того, обратные токи у германиевых приборов имеют сильную зависимость от температуры, и на несколько порядков больше таковых у кремниевых — скажем, в одинаковых условиях кремниевый диод будет иметь обратный ток 10 пА, а германиевый — 100 нА, что в 10 000 раз больше. Также у германиевых приборов значительно выше шум и ниже температура, при которой происходит разрушение p-n-переходов[49]. По советскому ГОСТ 10862-64 (1964 г.) и более поздним стандартам германиевые полупроводниковые приборы имеют обозначение, начинающиеся с буквы Г или цифры 1, например: ГТ313, 1Т308 — высокочастотные маломощные транзисторы, ГД507 — импульсный диод. До того транзисторы имели индексы, начинающиеся с букв С, Т или П (МП), а диоды — Д, и определить материал прибора по индексу было сложнее. Диоды и транзисторы с индексами меньше 100 были германиевыми, от 100 до 199 — кремниевыми. Далее индексы зависели от частоты и мощности, причём у транзисторов и диодов правила отличались. До конца 1960-х годов германиевые полупроводниковые приборы использовались повсеместно, в настоящее время германиевые диоды и транзисторы практически полностью вытеснены кремниевыми, как имеющими значительно лучшие эксплуатационные характеристики.
- Сейчас германий используется в СВЧ-электронике для создания гетероструктурных биполярных транзисторов (HBT)[англ.] в SiGe[англ.]-техпроцессе, способных работать на субтерагерцовых частотах[50]. Работы Жореса Алфёрова по структурам SiGe, в частности, заложили основу[источник не указан 1031 день] этого направления.
- Теллурид германия применяется как стабильный термоэлектрический материал и компонент термоэлектрических сплавов (термо-ЭДС 50 мкВ/К).

### Прочие применения
- Германий широко применяется в ядерной физике в качестве материала для детекторов гамма-излучения.
- В ювелирном сплаве Argentium[англ.] (серебро пробы 935 либо 960) германий является легирующим элементом, обеспечивающим формирование прозрачного и стойкого защитного оксидного слоя на поверхности изделий[источник не указан 2665 дней].
- Искусственный нестабильный изотоп 68Ge (период полураспада примерно 271 сутки, распад — электронный захват) применяется в генераторах короткоживущего 68Ga (период полураспада около 68 минут, позитронный распад), используемого для позитронно-эмиссионной томографии. Ввиду короткого периода полураспада, радиофармпрепарат для ПЭТ изготавливается in situ.

## Экономика

### Цены
| Год  | Цена (USD/кг) |
| ---- | ------------- |
| 1999 | 1 400         |
| 2000 | 1 250         |
| 2001 | 890           |
| 2002 | 620           |
| 2003 | 380           |
| 2004 | 600           |
| 2005 | 660           |
| 2006 | 880           |
| 2007 | 1 240         |
| 2008 | 1 490         |
| 2009 | 950           |

Средние цены на германий в 2007 году
- Германий металлический — 1200 USD/кг.
- Германия диоксид — 840 USD/кг.

## Биологическая роль
Германий обнаружен в животных и растительных организмах. Малые количества германия не оказывают физиологического действия на растения, но токсичны в больших количествах. Германий нетоксичен для плесневых грибков.
Для животных германий малотоксичен. У соединений германия не обнаружено фармакологическое действие. Допустимая концентрация германия и его оксида в воздухе — 2 мг/м³, то есть такая же, как и для асбестовой пыли.
Соединения двухвалентного германия значительно более токсичны.